# Associazione Sportiva Fanfulla 1922-1923
Questa pagina raccoglie le informazioni riguardanti l'Associazione Sportiva Fanfulla nelle competizioni ufficiali della stagione 1922-1923.

## Stagione
Nella stagione 1922-1923 il Fanfulla disputa il girone C del campionato di Seconda Divisione Nord che allineava squadre lombarde ed emiliane. Con 14 punti in classifica si classifica quarta. Al termine del girone di andata, nel quale ottiene quattro vittorie, due pareggi e una sconfitta, è in vetta solitaria, ma nel girone di ritorno cala, ottenendo una vittoria, due pareggi e quattro sconfitte, e scivola al quarto posto che le garantisce comunque la permanenza in Seconda Divisione.

## Rosa
| N. |                   | Ruolo | Calciatore                         |
| -- | ----------------- | ----- | ---------------------------------- |
|    | Italia (bandiera) | P     | Antonio Grecchi                    |
|    | Italia (bandiera) | D     | Luigi Antonio Bergamaschi (I)(Dea) |
|    | Italia (bandiera) | D     | Cesare Omboni                      |
|    | Italia (bandiera) | D     | Battista Rovida (I)                |
|    | Italia (bandiera) | D     | Gustavo Vanetta                    |
|    | Italia (bandiera) | D     | Luigi Zanoncelli                   |
|    | Italia (bandiera) | C     | Giuseppe Canevara (II)             |
|    | Italia (bandiera) | C     | Primo Codeluppi (II)               |
|    | Italia (bandiera) | C     | Erminio Combi                      |
|    | Italia (bandiera) | C     | Giovanni Crosignani (II)           |
|    | Italia (bandiera) | C     | Angelo Mazzucchi                   |

| N. |                   | Ruolo | Calciatore                     |
| -- | ----------------- | ----- | ------------------------------ |
|    | Italia (bandiera) | C     | Carlo Sagrada                  |
|    | Italia (bandiera) | A     | Mario Bergamaschi (II)(Schin)  |
|    | Italia (bandiera) | A     | Maccichini                     |
|    | Italia (bandiera) | A     | Luigi Mascaretti (I)(Badila)   |
|    | Italia (bandiera) | A     | Vittorio Mascaretti (II)(Totu) |
|    | Italia (bandiera) | A     | Mario Orlandi (Calca)          |
|    | Italia (bandiera) | D     | Edoardo Rovida (II)            |
|    | Italia (bandiera) | A     | Silvio Salvatico               |
|    | Italia (bandiera) | A     | Antonio Zamproni (I)           |
|    | Italia (bandiera) | A     | Luigi Zamproni (II)            |

## Risultati

### Seconda Divisione

#### Girone C

##### Girone di andata
| Arbitro: | Malagodi (Ferrara) |

|  |           |             |
|  | Marcatori | 66’ Orlandi |

| Arbitro: | Piazza (Milano) |

|                                        |           |               |
| Crosignani 48’ Omboni 67’ Zamproni 82’ | Marcatori | 61’ Cavallini |

| Arbitro: | Cattaneo (Milano) |

|                                                  |           |             |
| Boninsegna 6’, 80’ Comolti 24’ Pianetti 25’, 55’ | Marcatori | Bergamaschi |

| Arbitro: | Guarnieri (Milano) |

|              |           |  |
| Sinistra 39’ | Marcatori |  |

| Milano 7 gennaio 1923 5ª giornata                                                 | Juventus Italia | 2 – 2 referto        | Fanfulla | Campo S. Siro (Trotter) |
| \| \| \| \| \| Missaglia 37’ ? 86’ (rig.) \| Marcatori \| 67’ Mascaretti 87’ ? \| |                 |                      |          |                         |
|                                                                                   |                 |                      |          |                         |
| Missaglia 37’ ? 86’ (rig.)                                                        | Marcatori       | 67’ Mascaretti 87’ ? |          |                         |

| Monza 14 gennaio 1923 6ª giornata                     | Monza     | 1 – 1 referto | Fanfulla |  |
| \| \| \| \| \| Zafferoni 31’ \| Marcatori \| 53’ ? \| |           |               |          |  |
|                                                       |           |               |          |  |
| Zafferoni 31’                                         | Marcatori | 53’ ?         |          |  |

| Como 21 gennaio 1923 7ª giornata                                         | Como      | 1 – 2 referto              | Fanfulla |  |
| \| \| \| \| \| Mantero 86’ \| Marcatori \| 60’ Salvatico 81’ Zamproni \| |           |                            |          |  |
|                                                                          |           |                            |          |  |
| Mantero 86’                                                              | Marcatori | 60’ Salvatico 81’ Zamproni |          |  |

##### Girone di ritorno
| Lodi 4 febbraio 1923 8ª giornata                          | Fanfulla  | 2 – 0 referto | Officine Meccaniche | Campo Dossenina |
| \| \| \| \| \| Crosignani 18’ Zamproni \| Marcatori \| \| |           |               |                     |                 |
|                                                           |           |               |                     |                 |
| Crosignani 18’ Zamproni                                   | Marcatori |               |                     |                 |

| Piacenza 11 febbraio 1923 9ª giornata | Piacenza           | 4 – 0 referto | Fanfulla | \| Arbitro: \| Guarnieri (Milano) \| |
| Arbitro:                              | Guarnieri (Milano) |               |          |                                      |

| Arbitro: | Ferro (Milano) |

|  |           |             |
|  | Marcatori | 66’ ? 76’ ? |

| Arbitro: | Ferro (Milano) |

|                    |           |  |
| Sagrada 35’ (aut.) | Marcatori |  |

| Arbitro: | Barlassina (Novara) |

|                |           |             |
| Crosignani 15’ | Marcatori | 13’ ? 60’ ? |

| Lodi 25 marzo 1923 13ª giornata | Fanfulla            | 0 – 0 referto | Monza | Campo Dossenina\| Arbitro: \| Muttoni (Treviglio) \| |
| Arbitro:                        | Muttoni (Treviglio) |               |       |                                                      |

| Lodi 1 aprile 1923 14ª giornata | Fanfulla | 0 – 0 referto | Como | Campo Dossenina |